# Kampioenschap van Vlaanderen 1988
Il Kampioenschap van Vlaanderen 1988, settantatreesima edizione della corsa, si svolse il 10 settembre 1988 su un percorso di 199 km, con partenza e arrivo a Koolskamp. Fu vinto dal belga Marnix Lameire della ADR-Anti-M-Enerday davanti ai suoi connazionali Edwin Bafcop e Dirk Heirweg.

## Ordine d'arrivo (Top 10)
| Pos. | Corridore              | Squadra                     | Tempo    |
| ---- | ---------------------- | --------------------------- | -------- |
| 1    | Marnix Lameire         | ADR-Anti-M-Enerday          | 4h54'00" |
| 2    | Edwin Bafcop           | Hitachi-Bosal-B.C.E.Snooker |          |
| 3    | Dirk Heirweg           | Isoglass-EVS-Robland        |          |
| 4    | Eddy Vanhaerens        | Sigma-Fina                  |          |
| 5    | Filip Van Vooren       | ADR-Anti-M-Enerday          |          |
| 6    | Patrick Hendrickx      | Hitachi-Bosal-B.C.E.Snooker |          |
| 7    | Paul Rugari            |                             |          |
| 8    | Willem Wijnant         | Sigma-Fina                  |          |
| 9    | Walter Van Den Branden | Intral Renting-NEC-Nicoh    |          |
| 10   | Gino De Backer         | ADR-Anti-M-Enerday          |          |